# الدوري النمساوي 2001–02
الدوري النمساوي الممتاز 2001–02 (بالألمانية: Österreichische Fußballmeisterschaft 2001/02)‏ هو الموسم 91 من  بوندسليغا النمسا لكرة القدم. أشرف على تنظيمه اتحاد النمسا لكرة القدم، وكان عدد الأندية المشاركة فيه  10، وفاز فيه نادي تيرول إنسبروك.